# Thysanozoon nigropapillosum
Thysanozoon nigropapillosum is een platworm (Platyhelminthes). De worm is tweeslachtig. De soort leeft in zout water.
Het geslacht Thysanozoon, waarin de platworm wordt geplaatst, wordt tot de familie Pseudocerotidae gerekend. De wetenschappelijke naam van de soort werd, als Acanthozoon nigropapillosum, voor het eerst geldig gepubliceerd in 1959 door Libbie H. Hyman.

## Beschrijving

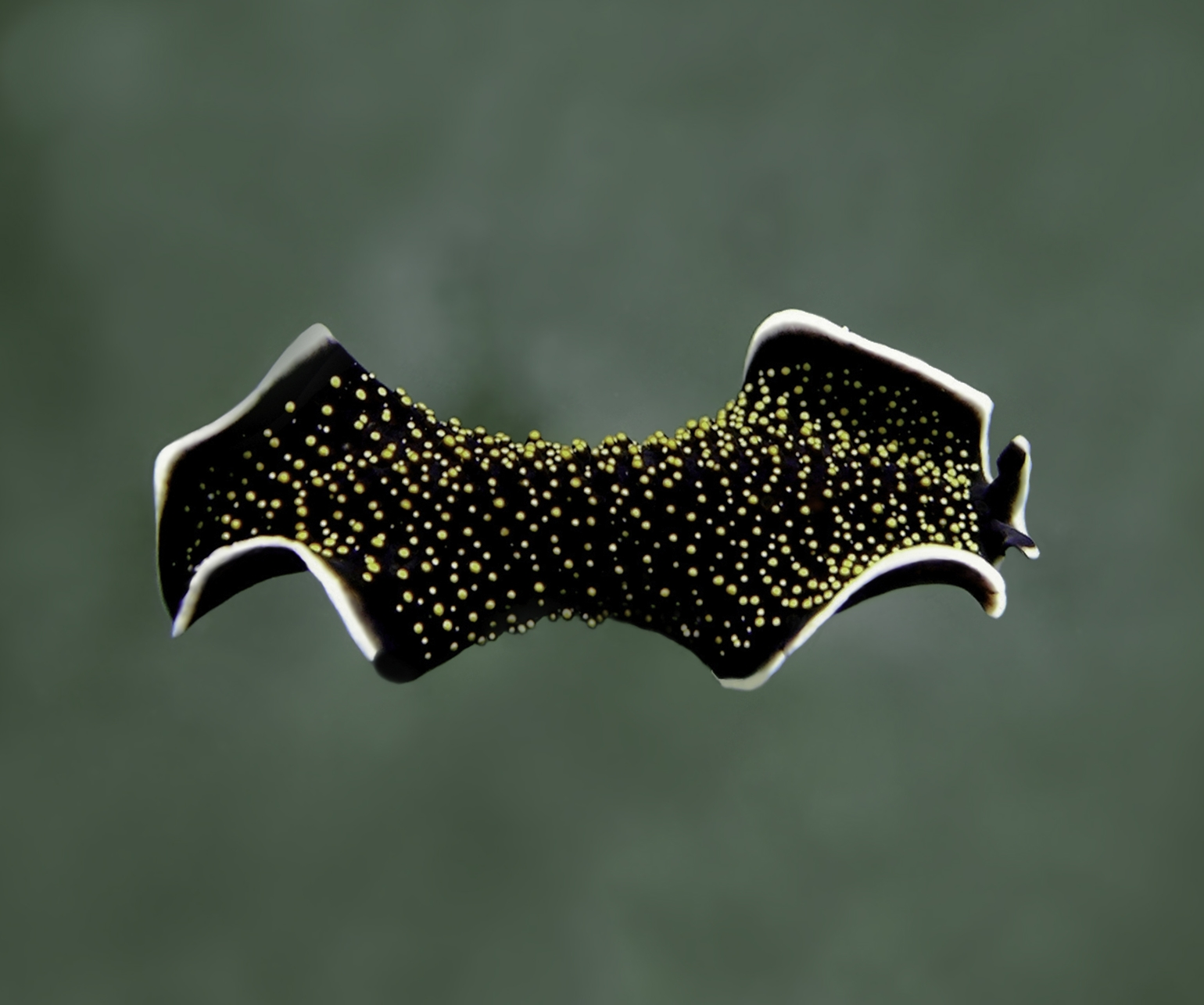
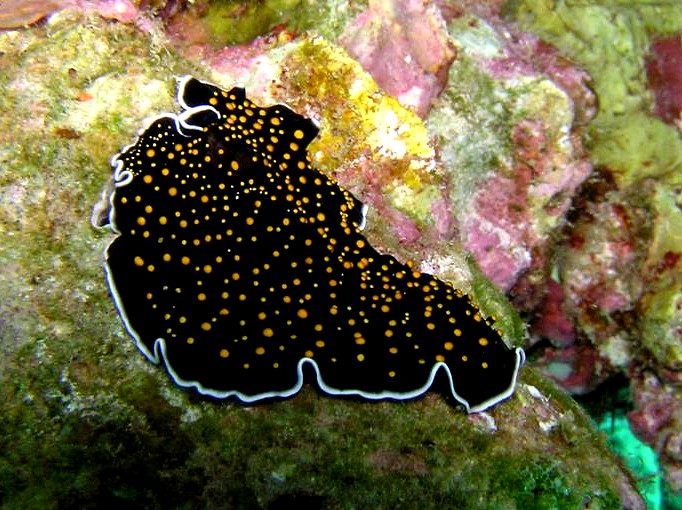
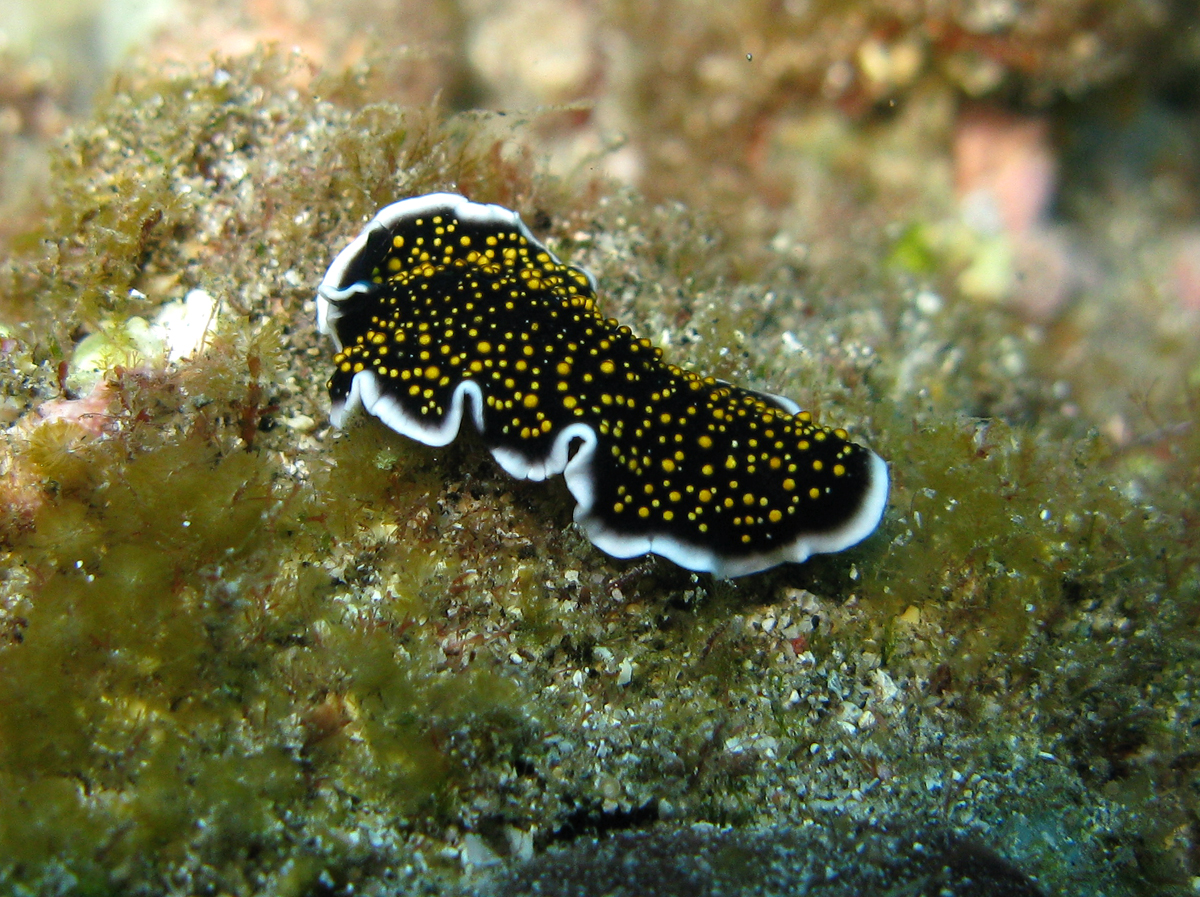
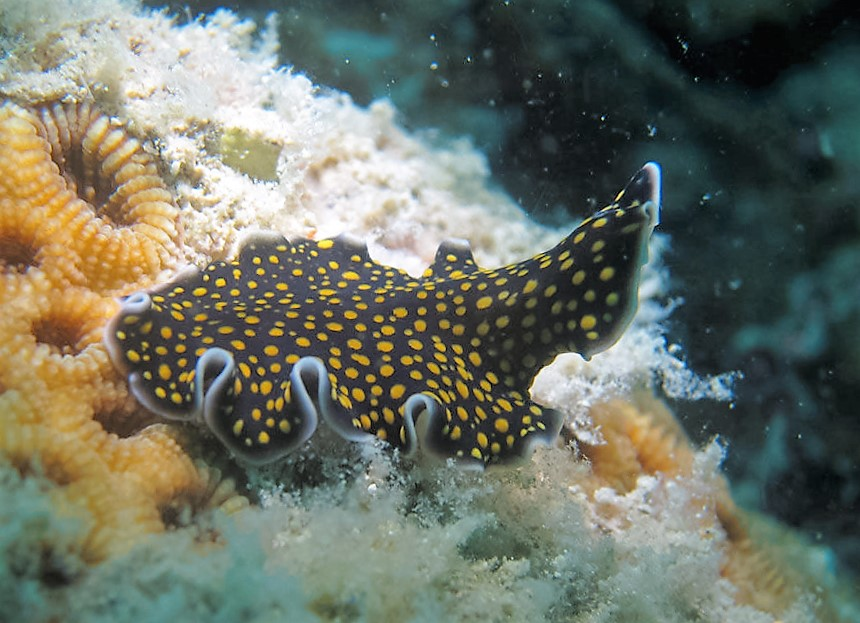

Thysanozoon nigropapillosum heeft een lang lichaam met een brede vorm. Ze worden maximaal 76 mm groot. Het dorsale oppervlak is diepzwart en bedekt met talrijke papillen met gele punten, variërend in grootte. Het ventrale oppervlak is donkerbruin. De buitenrand van het lichaam is licht golvend en omzoomd met ondoorzichtig wit. Ze hebben kleine, oorachtige pseudotentakels in het midden van het voorste uiteinde. Ze zwemmen door zichzelf door het water voort te stuwen met een ritmische golvende beweging van het lichaam.

## Verspreiding
Thysanozoon nigropapillosum is wijdverspreid in het tropische Indo-Pacifische gebied (Indische en Grote Oceaan). De soort komt vrij algemeen voor langs het externe rif in de ondiepe subgetijdenzone.